# Болгарское городище
Болгарское городище (тат. Bolğar şähärçege, Болгар шәһәрчеге, чув. Пăлхар хулашĕ) — городище около современного города Болгар в Спасском районе Татарстана.
В средние века город Волжско-Камской Булгарии, позднее — один из крупнейших городов Булгарского улуса Золотой Орды. Булгар был основан волжскими булгарами в X веке, в 1361 году разрушен золотоордынским князем Булат-Тимуром. Затем был восстановлен, но в 1431 году разрушен воеводой Фёдором Пёстрым, после чего был покинут жителями и более не восстанавливался.
На 38-й сессии Комитета Всемирного наследия 23 июня 2014 года было принято решение включить Болгарский историко-археологический комплекс в Список Всемирного наследия.

## История

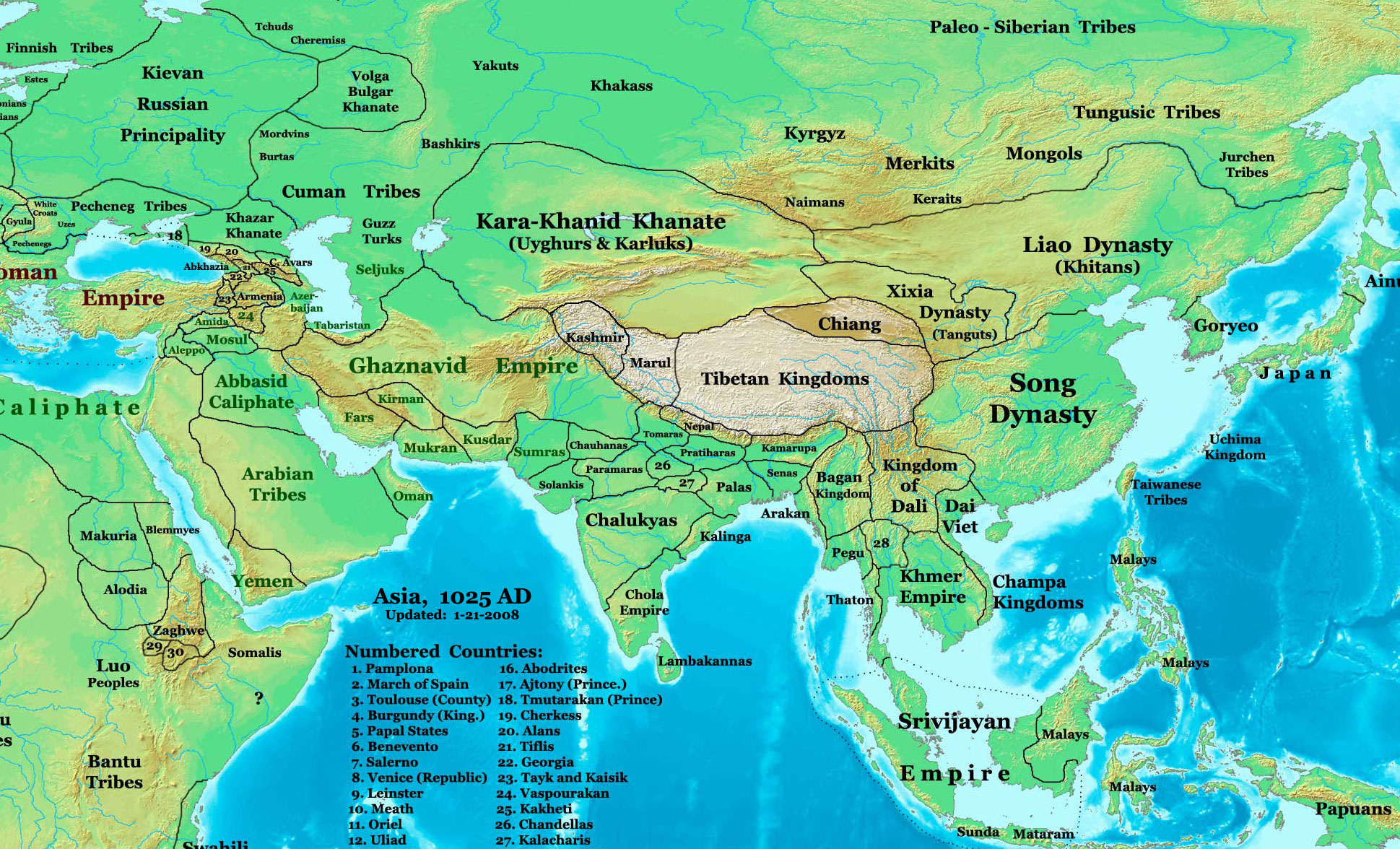
Государство Волжская Булгария и сопредельные государства к 1025 году

На территории городища были обнаружены поселения эпохи неолита, бронзы и раннего железа, занимавшие удобную в географическом отношении береговую полосу Волги (коренную и луговую террасы). Появление укреплённого поселения связывают с именьковской культурой (IV—VII вв. н. э.), которое занимало мысовую часть «Коптелова бугра».
Название города Булгар связывают с этнонимом булгары. Наиболее ранние булгарские поселения на территории современного Болгара возникли на рубеже IX—X столетий. Самые ранние укрепления X в. были сооружены в устье Малого Иерусалимского оврага из-за его близости к Волге, а также на центральном плато городища.
Причиной создания укреплённого булгарского поселения на высоком берегу Волги у слияния её с Камой видится в удобном расположении, которое позволяло контролировать значительную территорию. Ещё одним толчком к его созданию послужило возникновение — Ага-Базар — важнейшей торговой площадки Волжской Булгарии. По мнению академика В. Л. Янина, «на всём протяжении восточной торговли с конца VIII до начала XI века единственными воротами, через которые шла торговля Руси с Востоком, фактически был Булгар».
В 920 году арабский географ ал-Балхи впервые упоминает о Болгаре. Кури Вантер пишет, что рядом с городом находились озёра Юхан-Васан и Шерпет. В древних арабских источниках упоминается ещё и Лебединое озеро (Аккош кӳл). Окрестная территория называлась Землёй трёх озёр.
В 922 году Волжскую Болгарию по приглашению её правителя Алмуша посещает посольство аббасидского халифа Ал-Муктадира, секретарём в котором был Ахмад ибн Фадлан. Он отмечает, что булгары приняли ислам.
В то время заслуженной славой пользовались булгарские мастера — ювелиры, каменщики, кожевенники, кузнецы. Булгарские ювелирные изделия, булгарские кожи, меха, мёд, булгарская кольчуга были известны во многих странах и пользовались там большим спросом. Булгарские купцы вели обширную торговлю со многими странами Европы и Азии. В свою очередь, торговцы из Китая, Багдада, Дамаска, Испании, Скандинавии приезжали на ежегодную всемирную ярмарку в Булгар. Многие иностранные торговые концессии имели в городе свои слободы и улицы.
На карте арабского географа Идриси 1154 года Булгар и Волжская Булгария очень подробно показаны.
До монгольского завоевания в 1236 году город являлся одним из центров внешней торговли Волжской Булгарии. Арабские писатели X века писали о нём: «Внешний Булгар — маленький город, не занимающий большого пространства, и известен только тем, что он главнейший торговый пункт этого государства» (Аль-Балхи).
«Булгар есть небольшой город, не имеющий многих владений, известен же был он потому, что был гаванью этих государств» (Ибн-Хаукаль).
Доктор исторических наук, профессор, член-корреспондент Академии наук республики Татарстан Ф. Ш. Хузин пишет, что общая площадь Булгарского городища X—XI вв. с учётом территории посада достигала 12 га. и в X — первой половине XIII вв. Булгар в экономическом отношении уступал таким городам как Биляр или Сувар. Расцвет Булгара приходится на период Золотой Орды, когда почти в 10 раз расширяется его территория, увеличивается его население, появляются монументальные постройки.

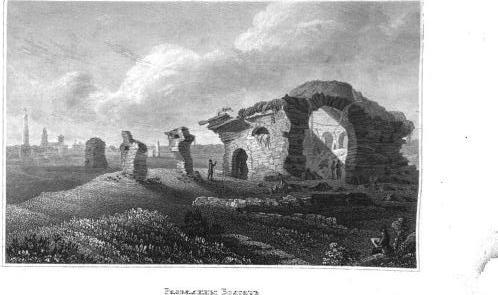
Городище до восстановления на литографии XIX века
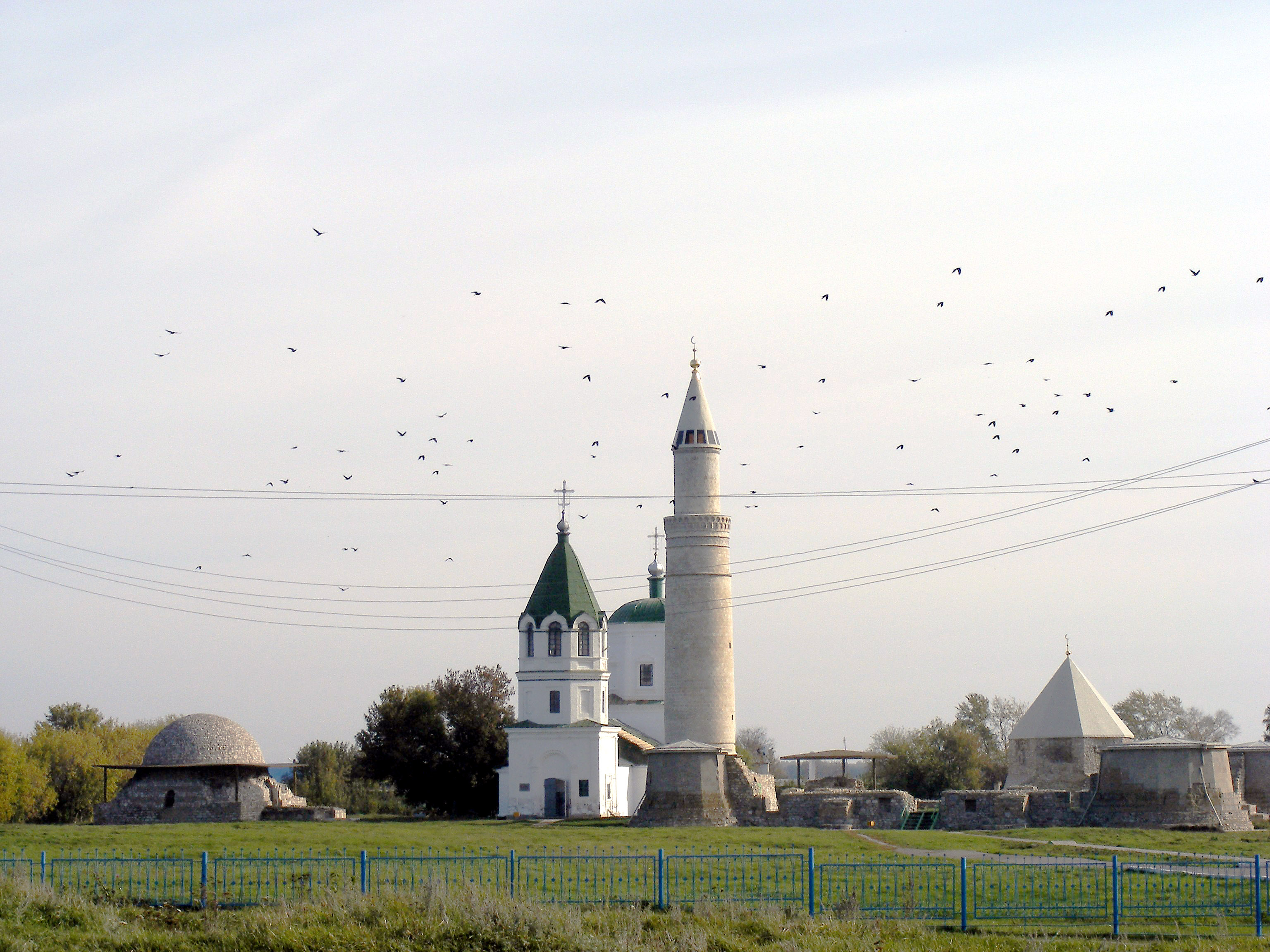
Общий вид на городище
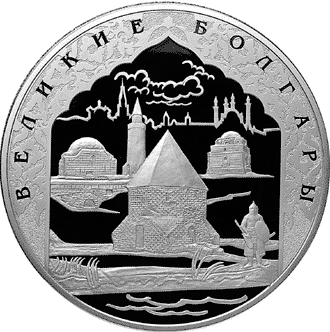
Памятная монета, посвящённая городу

## Архитектурные памятники
При монгольском хане Берке, первым среди правителей Улуса Джучи принявшем ислам, Булгар стал центром земель бывшей Волжской Булгарии. В этот период в городе были построены каменные здания, частично сохранившиеся и по нынешний день.

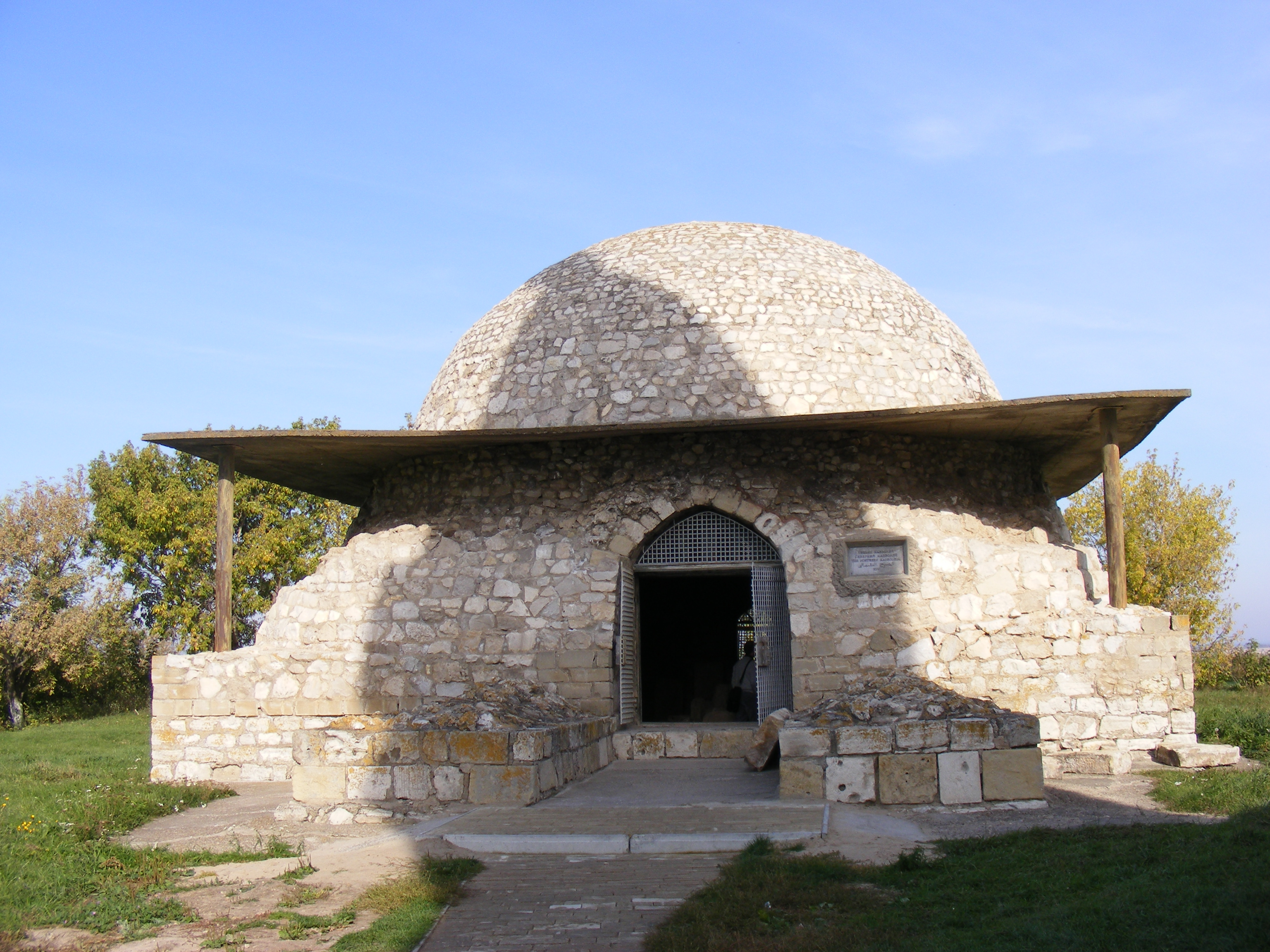
Северный мавзолей
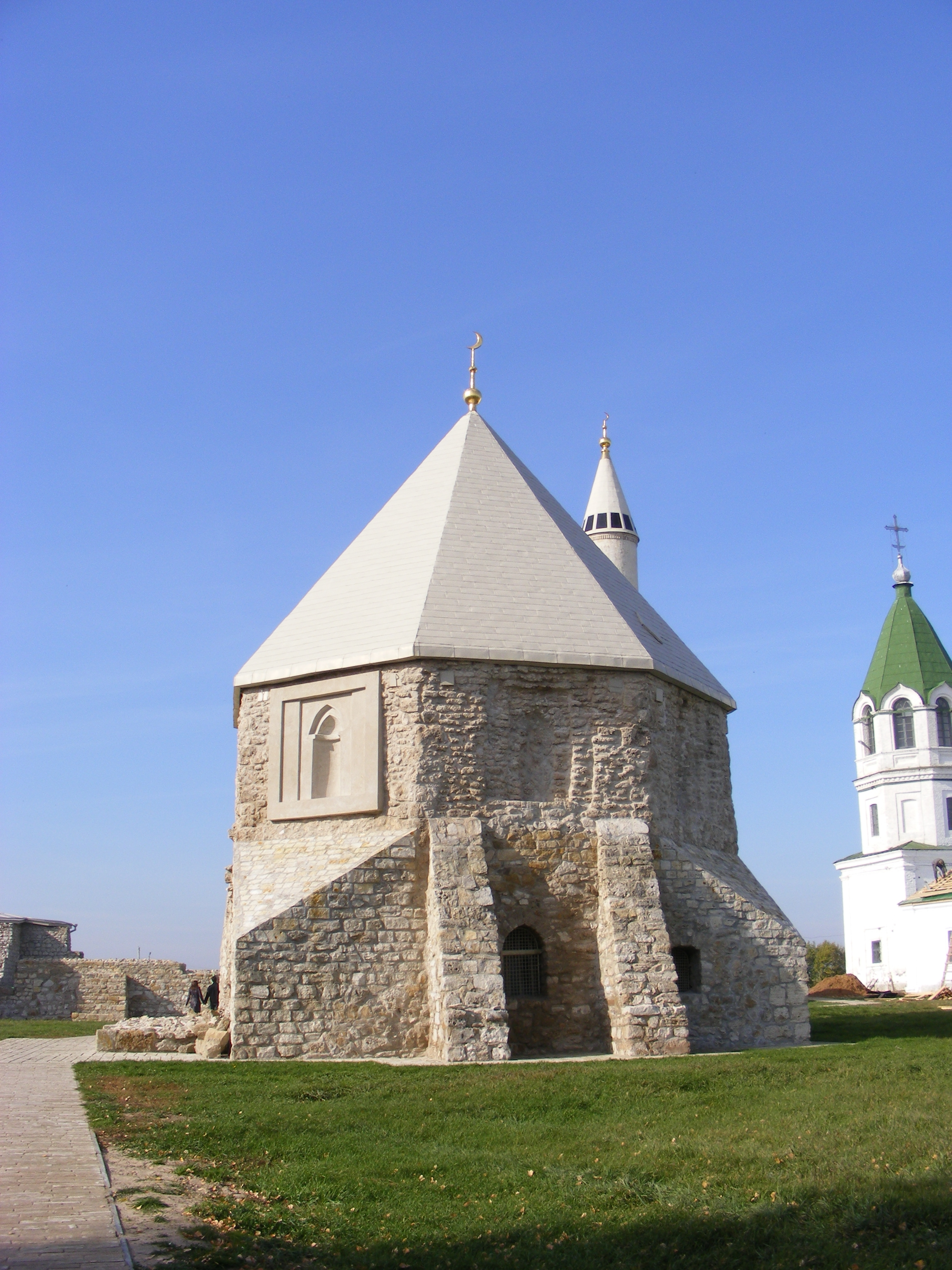
Восточный мавзолей
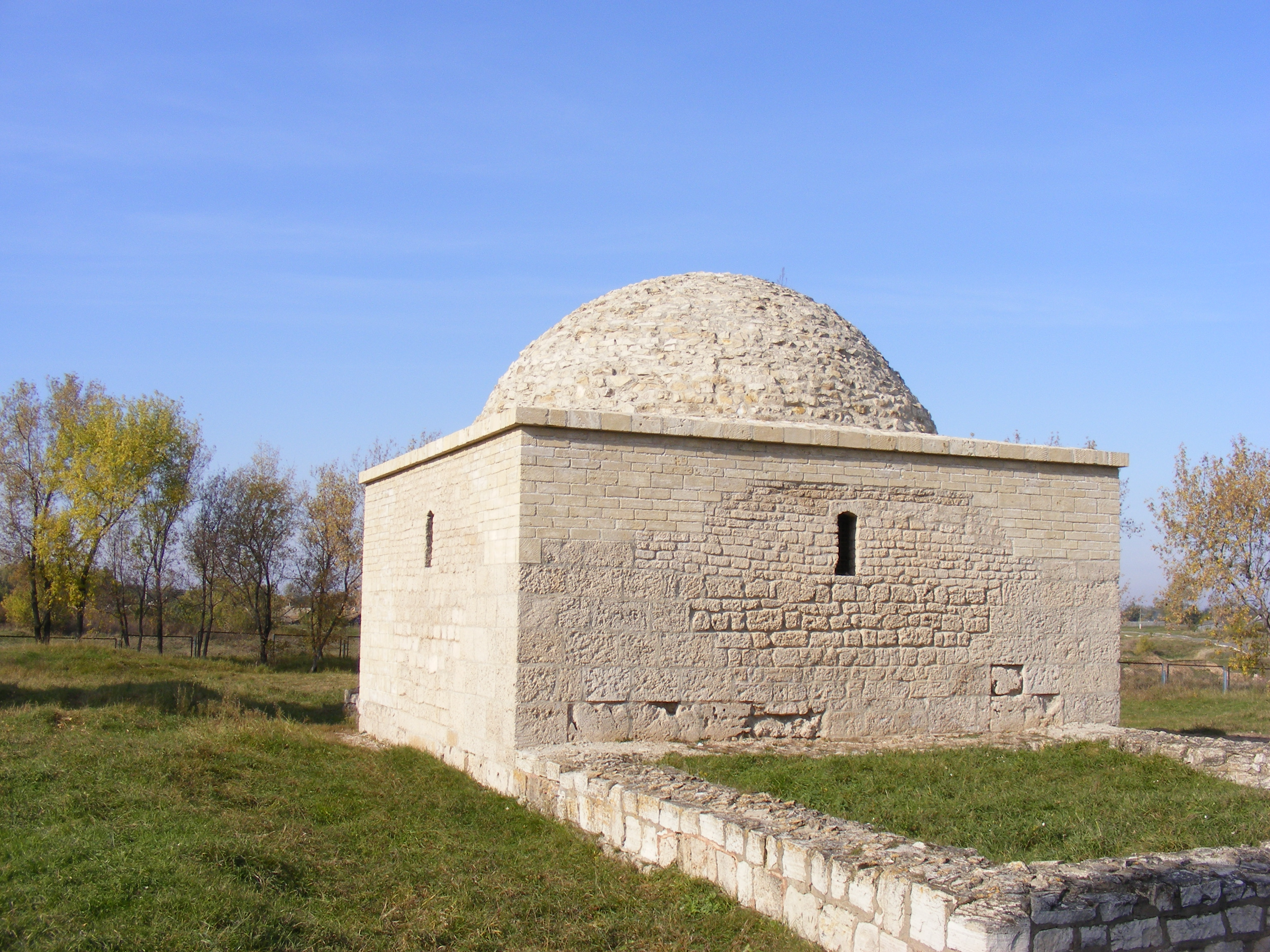
Ханская усыпальница
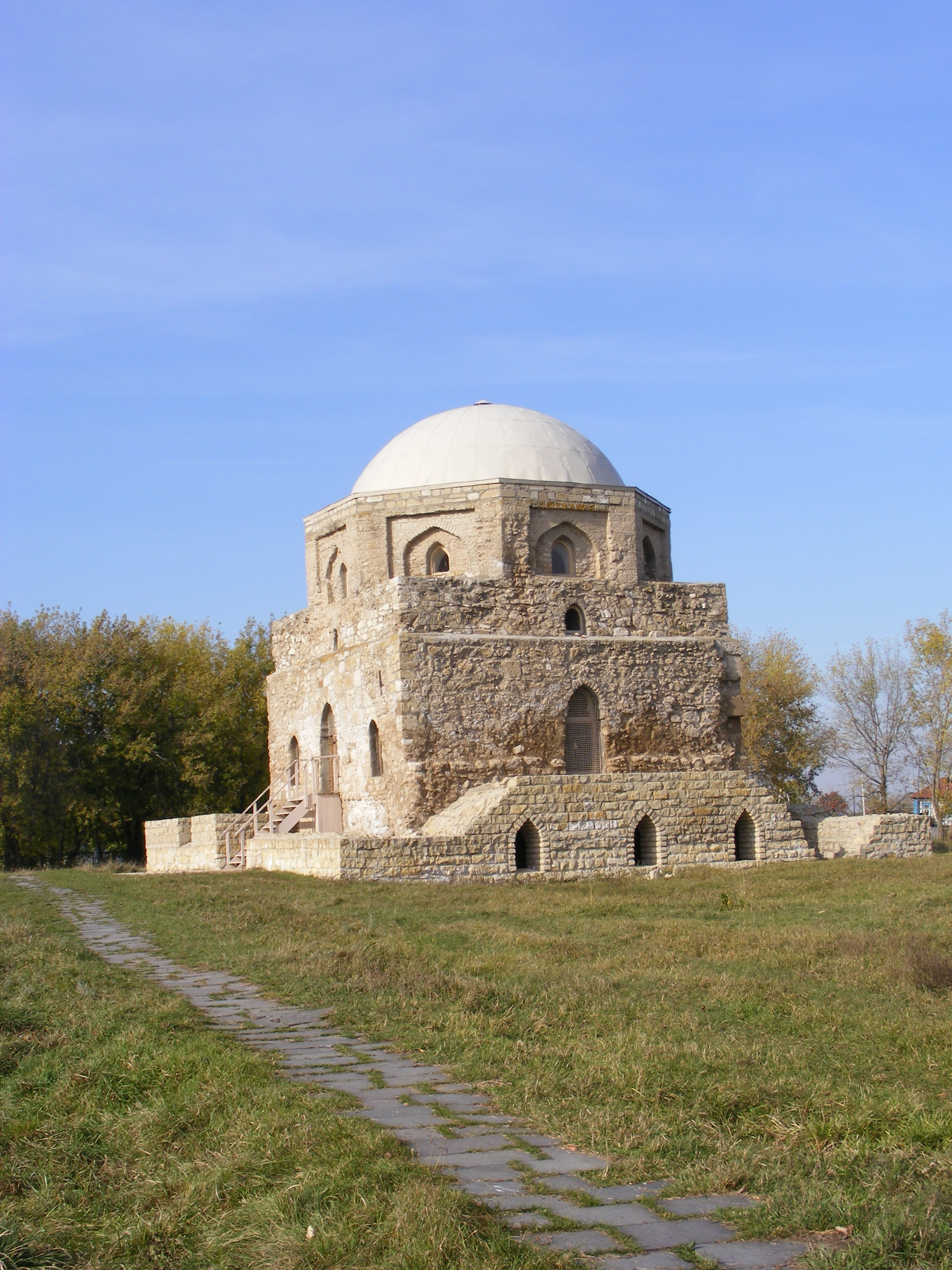
Чёрная палата
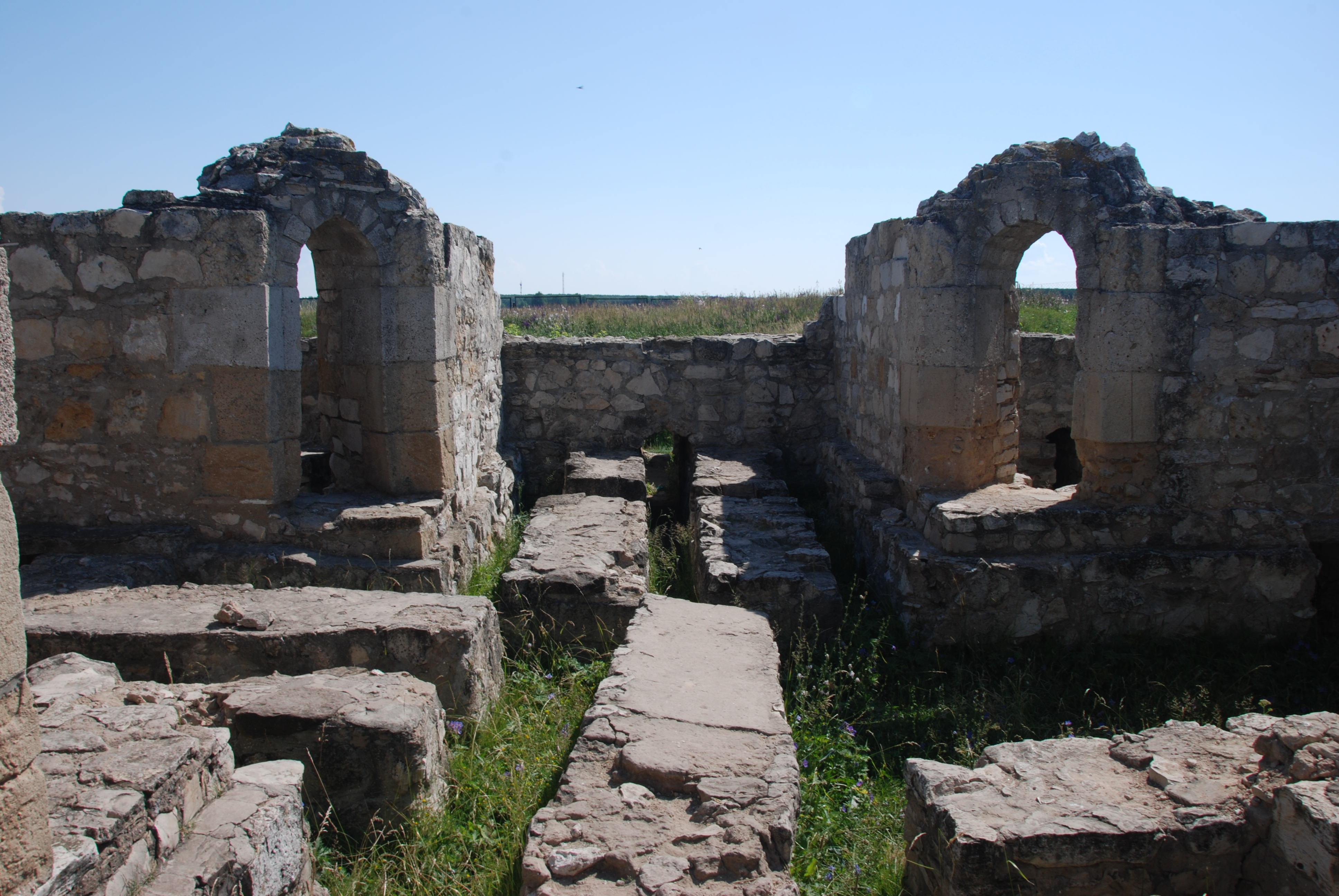
Белая палата
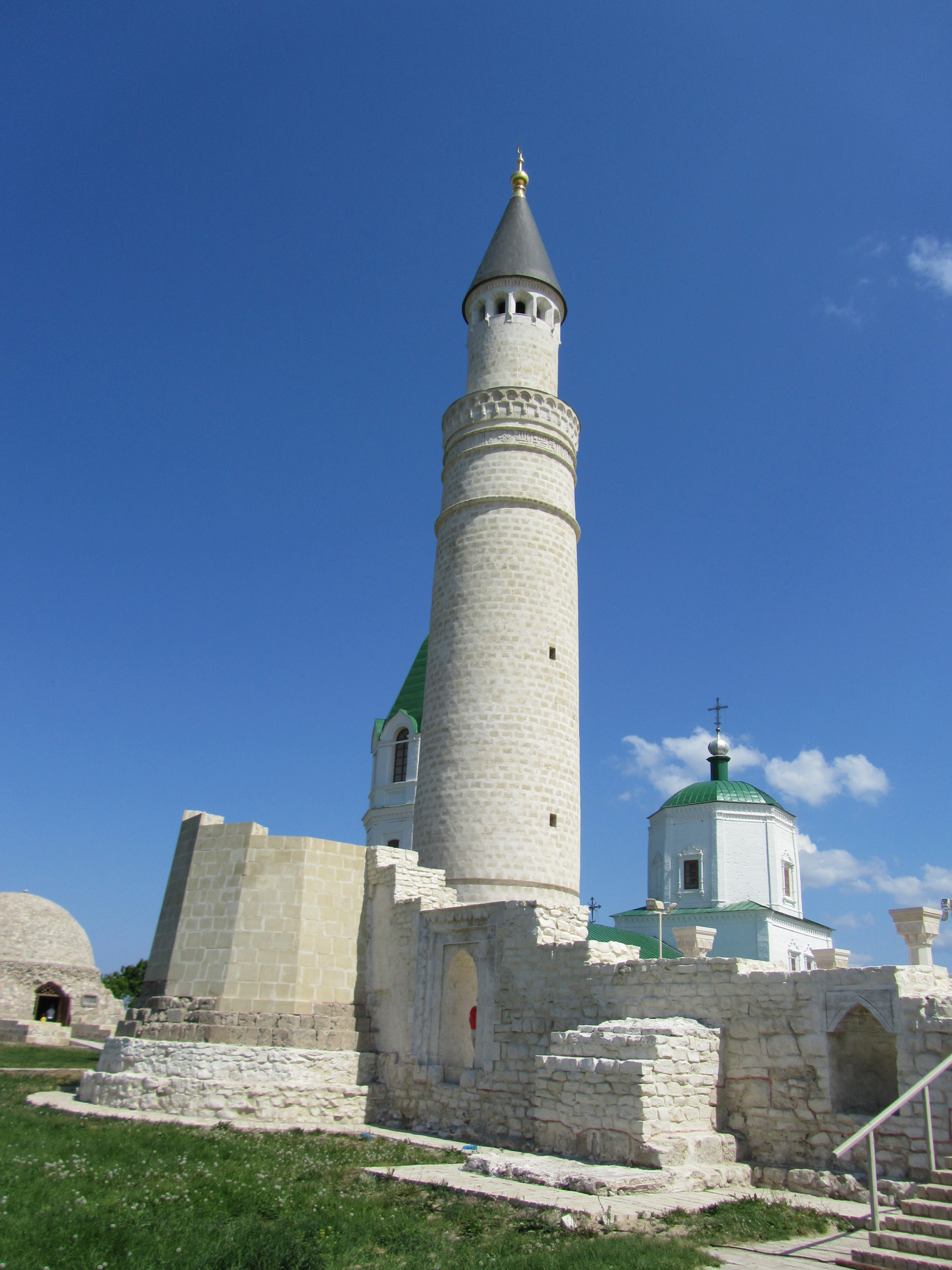
Большой минарет
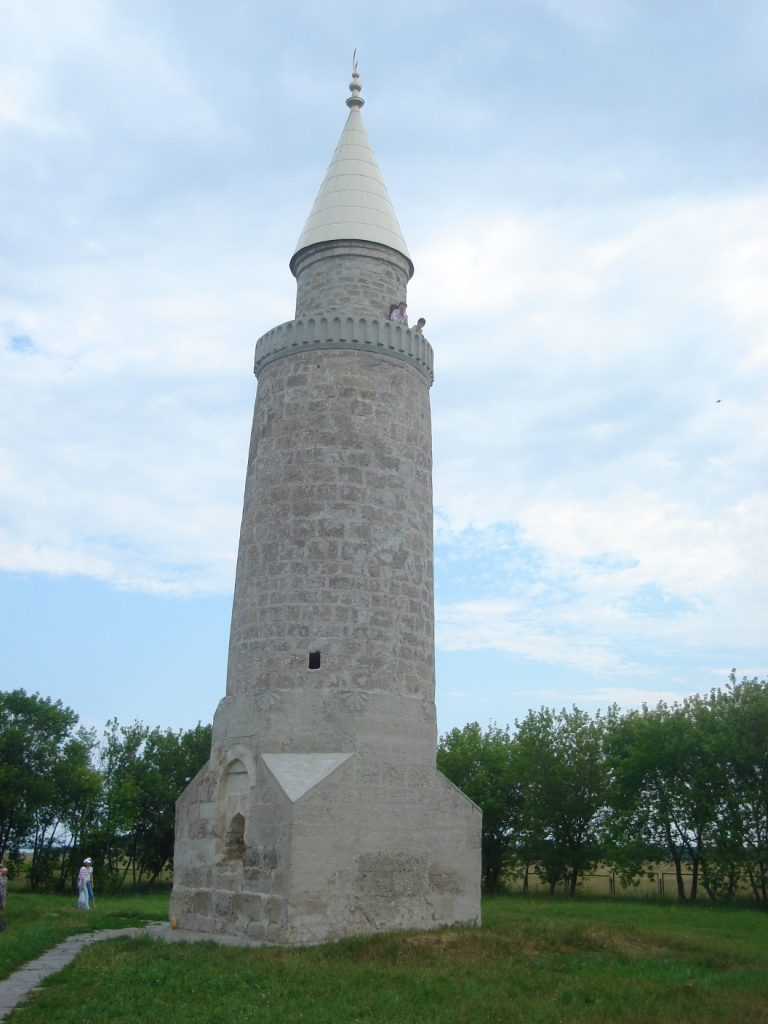
Малый минарет
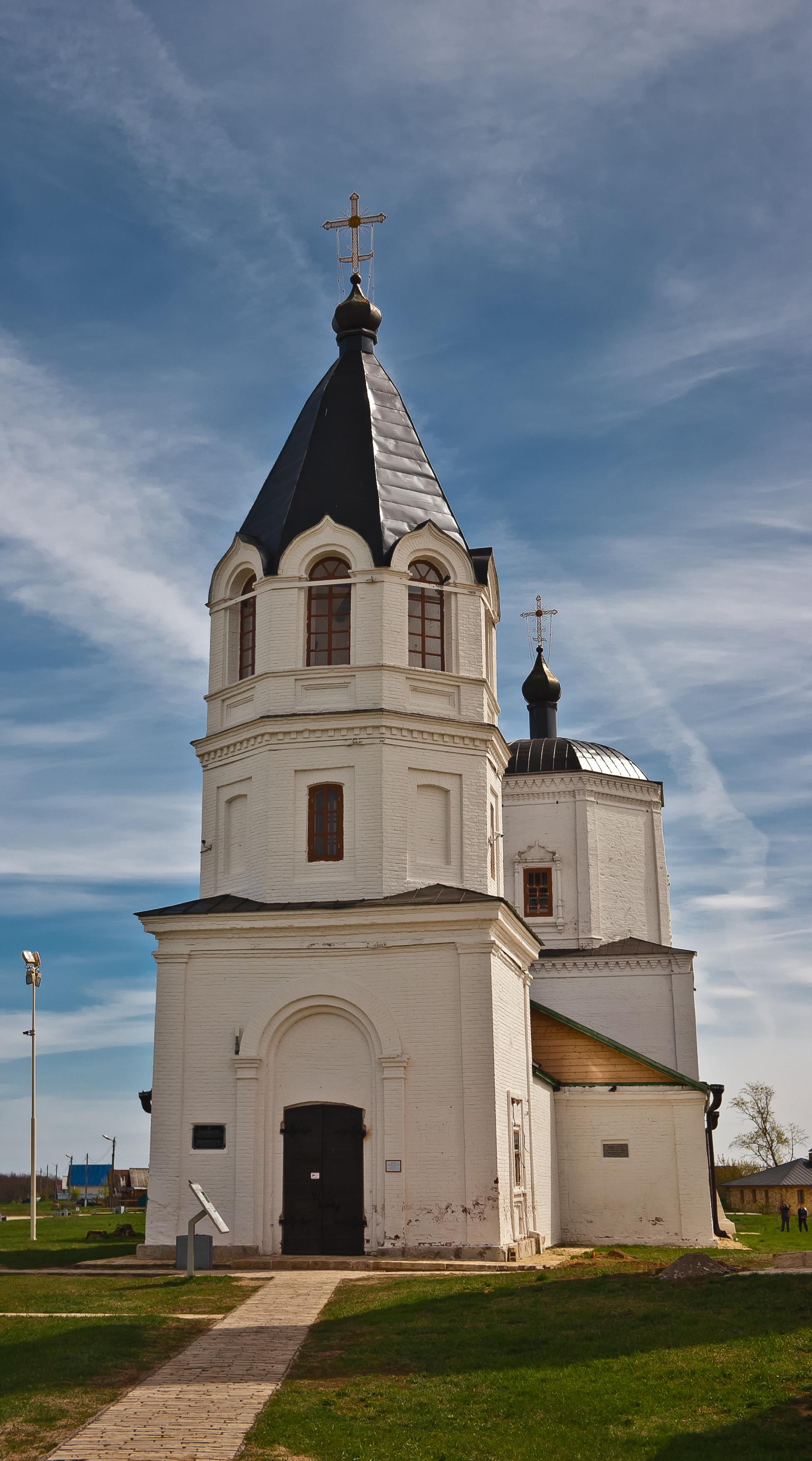
Успенская церковь

## Туризм
Городище Булгар является туристическим центром. На территории Булгарского городища открыт Болгарский государственный историко-архитектурный музей-заповедник, которому планируется присвоить федеральный статус.
С 2010 года по инициативе и при попечительстве первого президента Татарстана М. Ш. Шаймиева в Булгаре ведётся широкомасштабная реализация программ Республиканского фонда возрождения памятников истории и культуры республики Татарстан, направленных на реставрацию и реконструкцию исторических достопримечательностей республики Татарстан и строительство новых объектов культуры и инфраструктуры. На территории Булгарского городища и города Болгар сооружены новые здания соборной Белой мечети (подобной по стилю мечети Кул-Шариф в Казани, но меньшей размерности), комплекса речного вокзала, гостиницы и экспозиционно-информационного центра музея-заповедника, музея хлеба с мельницей и пекарней, музея ремёсел с кузницей и других объектов.
Ежегодно проводится фестиваль средневекового боя «Великий Болгар».
Болгарский историко-археологический комплекс был внесён в список Всемирного наследия 23 июня 2014 года.